# Claviceps purpurea
Claviceps purpurea (Nấm cựa gà) là một loài nấm cựa gà mọc trên tai tai lúa mạch đen và các loại cây ngũ cốc và thức ăn gia súc có liên quan. Tiêu thục ngũ cốc hoặc các loại hạt bị nhiễm cấu trúc sinh tồn của loại nấm này, sclerotium nấm cựa gà, có thể gây ra bệnh nấm ở người và các động vật có vú khác. C. purpurea phổ biến nhất ảnh hưởng đến các loài lai xa như lúa mạch đen (vật chủ phổ biến nhất của nó), cũng như triticale, lúa mì và lúa mạch. Nó hiếm khi ảnh hưởng đến yến mạch.
Sợi nấm mọc đâm sâu vào bông lúa mạch non, phá huỷ tế bào của mô cây chủ và phủ ngoài cụm hoa bằng một lớp sợi nấm mềm, màu trắng như bông, khối sợi nấm phát triển thành hạch nấm cứng giống cái cựa gà, màu xám nâu, tím đen.
Hạch nấm này có các alkaloid như ergotasine, ergotamine, ergocornine có tác dụng làm co mạch các cơ trơn và cơ tử cung.
Với liều lượng thấp, chiết xuất từ nấm cựa gà được điều chế thành nhiều loại thuốc thần kinh, tim mạch. Với liều cao, nấm cựa gà rất độc, có thể gây nên hoại thư ở đầu ngón tay chân, cơ cứng mạch, mê sảng.
Nếu tiêu thụ bột lúa mạch nhiễm nấm cựa gà, con người sẽ bị bệnh cựa gà với chuột rút cơ chân tay, hàm sẽ tê dại, rồi thối loét dẫn đến tử vong. Gia súc ăn phải các loại cỏ thuộc họ hòa thảo nhiễm nấm cựa gà cũng bị ngộ độc chết.

## Cây chủ

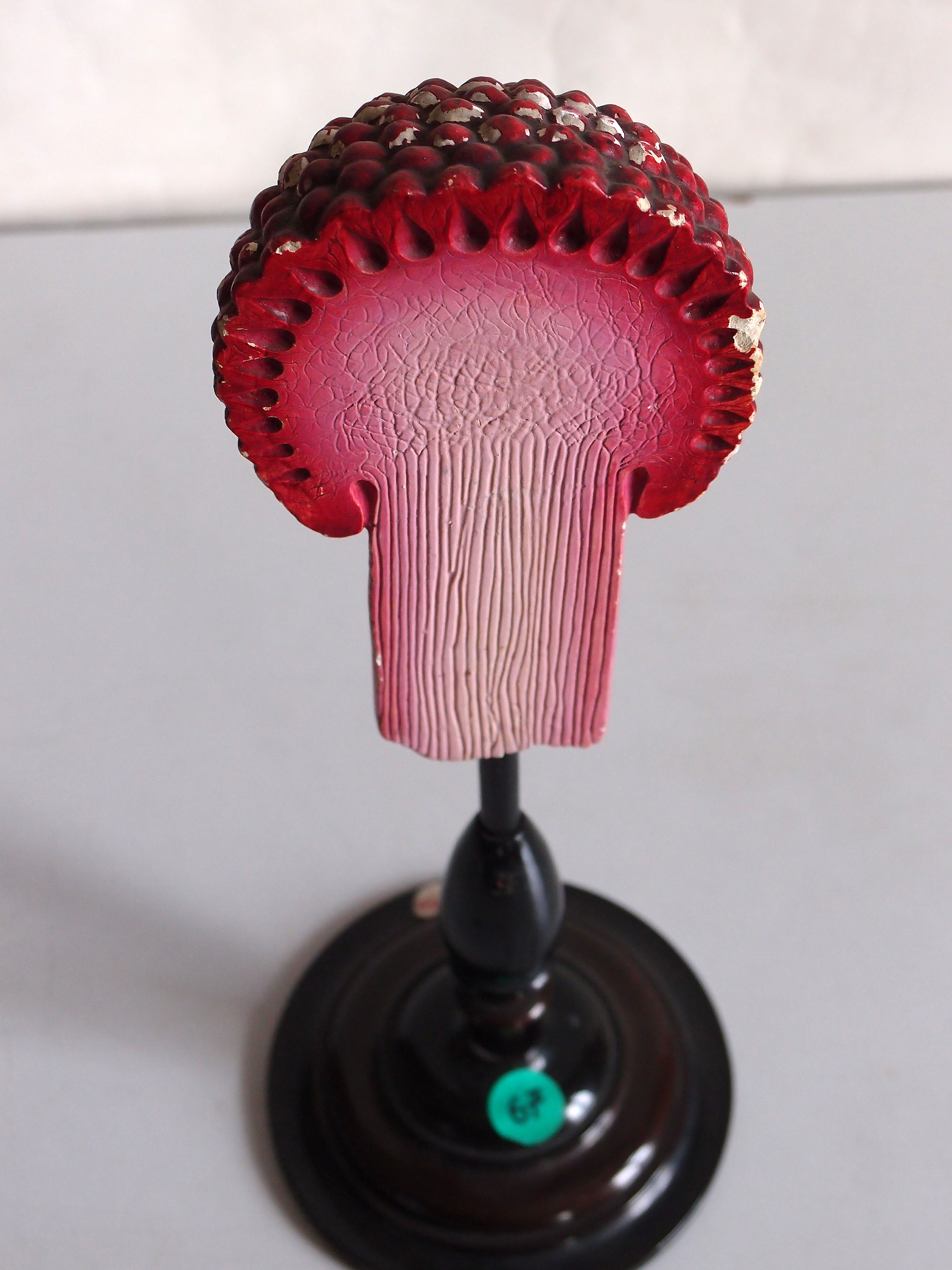
Mô hình Claviceps purpurea, Botanical Museum Greifswald

Loài nấm này mọc trên các loài cây chủ sau:

### Pooideae
Agrostis canina, Alopecurus myosuroides (G2), Alopecurus arundinaceus (G2), Alopecurus pratensis, Bromus arvensis, Bromus commutatus, Bromus hordeaceus (G2), Bromus inermis, Bromus marginatus, Elymus tsukushiense, Festuca arundinacea, Elytrigia repens (G1), Nardus stricta, Poa annua (G2), Phleum pratense, Phalaris arundinacea (G2), Poa pratensis (G1), Stipa.

### Arundinoideae
Danthonia, Molinia caerulea.

### Chloridoideae
Spartina, Distichlis (G3)

### Panicoideae
Setaria

## Tác dụng

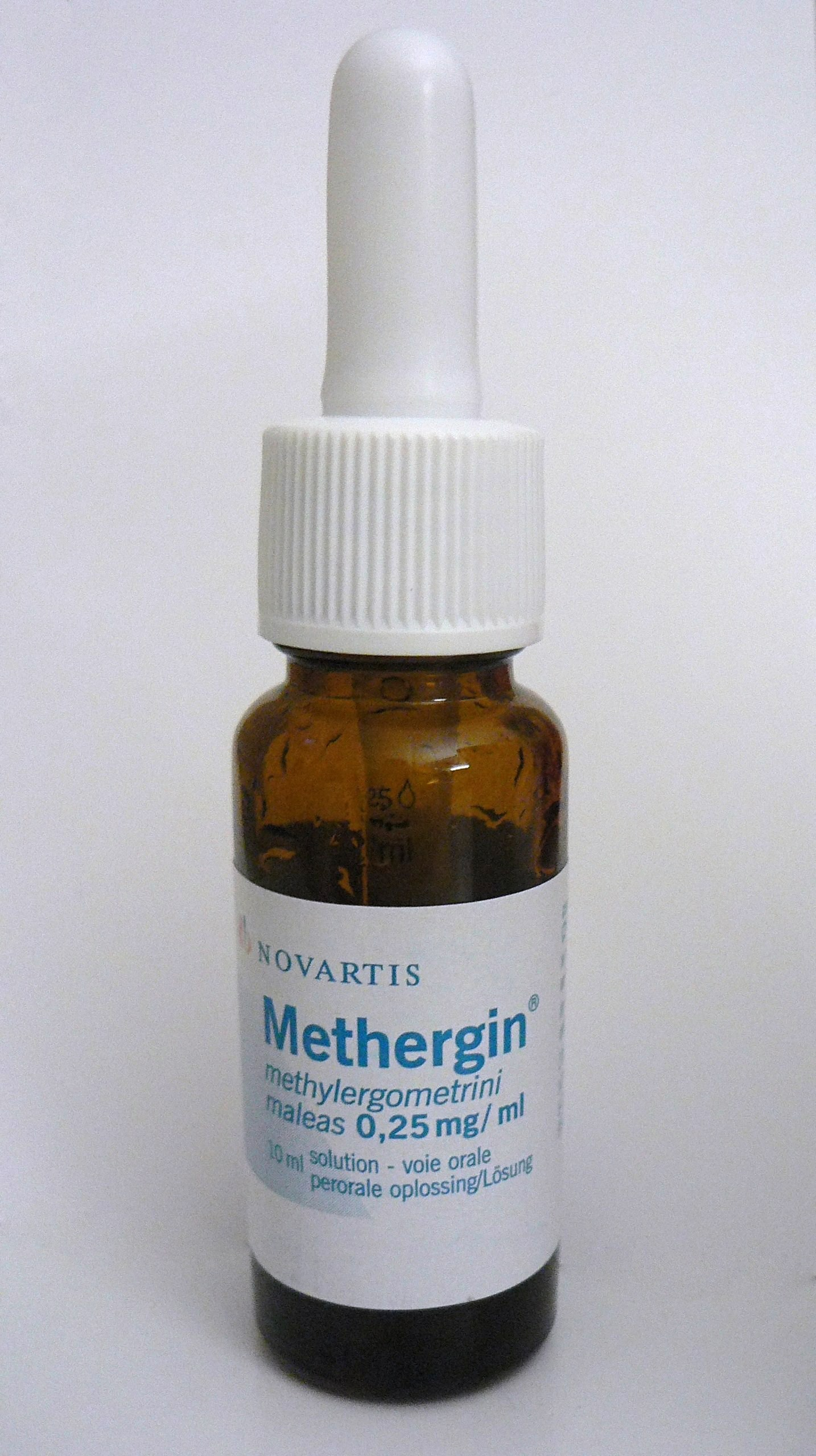
Thuốc có nguồn gốc ergot để cầm máu sau sinh

Chu kỳ bệnh của nấm ergot được mô tả lần đầu tiên vào năm 1853, nhưng mối liên hệ với ergot và dịch bệnh giữa người và động vật đã được báo cáo trong một văn bản khoa học năm 1676. Các sclerotium ergot chứa nồng độ cao (lên đến 2% khối lượng khô) của ergotamine kiềm, một phân tử phức tạp bao gồm một vòng cyclol-lactam có nguồn gốc tripeptide được kết nối thông qua liên kết amide với một loại axit lysergic (ergoline) và các alcaloid khác nhóm ergoline được sinh tổng hợp bởi nấm. Ergot alkaloids có một loạt các hoạt động sinh học bao gồm các tác động lên tuần hoàn và dẫn truyền thần kinh.
Ergotism là tên của các hội chứng bệnh lý đôi khi nghiêm trọng ảnh hưởng đến con người hoặc động vật đã ăn phải nguyên liệu thực vật có chứa ergot alkaloid, chẳng hạn như các hạt bị nhiễm ergot. Các tu sĩ dòng Thánh Antôn Cả chuyên điều trị các nạn nhân  với các loại dầu thơm có chứa các chất chiết xuất từ cây an thần và kích thích tuần hoàn; họ cũng có kỹ năng cắt cụt. Tên gọi chung cho ergotism là "Lửa St. Anthony", liên quan đến các đan sĩ chăm sóc nạn nhân cũng như các triệu chứng, như cảm giác bỏng rát ở tay chân. Điều này được gây ra bởi tác dụng của ergot kiềm trên hệ thống mạch máu do co mạch máu, đôi khi dẫn đến hoại thư và mất chân tay do lưu thông máu bị hạn chế nghiêm trọng.
Các hoạt động thần kinh của các alcaloid ergot cũng có thể gây ra ảo giác và hành vi phi lý của người phục vụ, co giật và thậm chí tử vong. Các triệu chứng khác bao gồm co bóp tử cung mạnh, buồn nôn, co giật và bất tỉnh. Kể từ thời trung cổ, các liều ergot có kiểm soát đã được sử dụng để gây sảy thai và cầm máu cho mẹ sau khi sinh con. Các alcaloid ergot cũng được sử dụng trong các sản phẩm như Cafergot (chứa caffeine và ergotamine hoặc ergoline) hoặc ergoline) để điều trị chứng đau nửa đầu. Chiết xuất Ergot không còn được sử dụng như một chế phẩm dược phẩm.
Ergot không chứa axit lysergic diethylamide (LSD) mà là ergotamine, được sử dụng để tổng hợp axit lysergic, một chất tương tự và tiền chất để tổng hợp LSD. Hơn nữa, ergot sclerotia tự nhiên chứa một số lượng axit lysergic.